# BB Radio
BB Radio (eigene Schreibweise BB RADIO) ([ˈbeː.ˈbeː rˈɑdɪˌoː] ⓘ) ist ein privater Rundfunksender für Berlin und Brandenburg. Das Programm wird seit dem 31. Dezember 1993 ausgestrahlt. Gesendet wird aus der Medienstadt Babelsberg in Potsdam. Laut der Media-Analyse (ma 2025 Audio I) erreicht BB Radio Montag bis Freitag 85.000 Hörer in einer durchschnittlichen Sendestunde.

## Programm
BB Radio ist ein Vollprogramm und spielt aktuelle Stücke sowie Charterfolge aus den 2000er und 2010er Jahren. Die lokale Berichterstattung aus den einzelnen Regionen Berlin und Brandenburgs ist ein Programmschwerpunkt, wobei der inhaltliche Fokus auf Brandenburg liegt. Für Nachrichten und lokale Beiträge wird der Sender auf insgesamt mindestens sechs Frequenzen auseinander geschaltet. Daneben existiert ein dichtes Netz an Reportern und Lokalredakteuren.
Reichweitenstärkste Sendung bei BB Radio ist die Frühsendung Der Kaiser und Gerlinde Jänicke – Der neue Morgen für Brandenburg und Berlin mit Fokussierung auf die unterhaltsame Aufarbeitung tagesaktueller Themen. Des Weiteren werden Comedy-Serien wie „Die Welt in 30 Sekunden“ sowie halbstündlich Wetter und Verkehr ausgestrahlt.
Seit August 2021 ist Torsten Sträter in seiner eigenen Radiosendung gemeinsam mit Jens Herrmann zu hören: Sträter: Musik – Der Soundtrack eines Lebens.

## Sendungen
- Montag bis Freitag
  - 05-10 Uhr: Der Kaiser und Gerlinde Jänicke – Der neue Morgen für Brandenburg und Berlin
  - 10-15 Uhr:  Ida bei der Arbeit
  - 15-20 Uhr: Der BB Radio Nachmittag mit BenTheBeat
  - 20-24 Uhr: Der BB Radio Abend
  - 00-02 Uhr: Der BB Radio Mitternachts-Talk mit Jens Herrmann
  - 02-05 Uhr: Mit BB Radio durch die Nacht

- Samstag
  - 05-07 Uhr: Der BB Radio Samstag
  - 07-11 Uhr: Kaiser und Krause – Die BB Radio Samstag-Morgenshow
  - 11-18 Uhr: Der BB Radio Samstag
  - 18-00 Uhr: Der BB Radio Abend
  - 00-02 Uhr: Der BB Radio Mitternachts-Talk mit Jens Herrmann
  - 01-08 Uhr: Mit BB Radio durch die Nacht
- Sonntag
  - 08-11 Uhr: "Best of Morgenshow" mit Gerlinde Jänicke
  - 11-18 Uhr: Der BB Radio Sonntag
  - 18-00 Uhr: Der BB Radio Abend
  - 00-02 Uhr: Der BB Radio Mitternachts-Talk mit Jens Herrmann
  - 02-05 Uhr: Mit BB Radio durch die Nacht

## Mitarbeiter des Programmes
ChefredakteurJens Herrmann
ModeratorenMarcus Kaiser, Gerlinde Jänicke, Marlitt, Benjamin "BenTheBeat" Trampf, Jens Herrmann, Ida, Cosmo, Daniel "Tattoo" Krause, Vincent

## Unternehmensstruktur
Kommanditisten sind zu gleichen Teilen:
- Burda Broadcast Media GmbH & Co. KG, München
- Studio Gong GmbH & Co. Studiobetriebs KG, München

Komplementärinnen sind die BB Radio Länderwelle Berlin/Brandenburg Beteiligungs GmbH und die Geschäftsführerin Katrin Helmschrott.
Lokalpartner sind „BB Radio Niederlausitz“, „BB Radio Nord/Ost“ und „BB Radio Oderland“.
Verbundene Unternehmen sind „IR MediaAd GmbH“ und „Radio Teddy“.

## Sendegebiet
Das Sendegebiet ist Berlin und Brandenburg. Die technische Reichweite von BB Radio beträgt 6,5 Millionen Einwohner.
| Frequenz [MHz] | Region/Welle                  | Sendestandort               | Leistung [kW] |
| -------------- | ----------------------------- | --------------------------- | ------------- |
| 107,5          | Berlin, Potsdam und Umland    | Berliner Fernsehturm        | 040           |
| 104,3          | Prignitz und Ruppiner Land    | Buchholz/Klein Woltersdorf  | 100           |
| 107,8          | Oderland und Eisenhüttenstadt | Booßen                      | 030           |
| 103,7          | Oderland und Eisenhüttenstadt | Diehlo/Meuselberge          | 000,63        |
| 107,2          | Niederlausitz                 | Calau                       | 100           |
| 090,9          | Brandenburg/Havel und Umland  | Rhinow/Rhinower Berge       | 000,8         |
| 105,0          | Brandenburg/Havel und Umland  | Krahne/Krahner Heide        | 003           |
| 107,9          | Barnim, Uckermark und Umland  | Gransee                     | 005           |
| 095,4          | Barnim, Uckermark und Umland  | Eberswalde                  | 000,8         |
| 095,0          | Barnim, Uckermark und Umland  | Angermünde                  | 000,8         |
| 102,1          | Barnim, Uckermark und Umland  | Casekow-Luckow/Tuleier Berg | 010           |

| Kanal | Region/Welle | Sendestandort           | Leistung [kW] |
| ----- | ------------ | ----------------------- | ------------- |
| 12D   |              | Berlin (Alexanderplatz) | 10            |
| 12D   |              | Frankfurt (Oder)        | 05            |
| 12D   |              | Cottbus                 | 10            |

Zusätzlich ist das Programm über verschiedene Kabelfrequenzen und als Webstream empfangbar.